# Pilea (miasto)
Pilea (gr. Πυλαία) − miasto w Grecji, w administracji zdecentralizowanej Macedonia-Tracja, w regionie Macedonia Środkowa, w jednostce regionalnej Saloniki, w gminie Pilea-Chortiatis. W 2011 roku liczyło 34 625 mieszkańców.